# Оренбург
Оренбург (на руски: Оренбург) е град в Русия, административен център на Оренбургска област. Населението му през 2016 година е 562 569 души.

## История
Оренбург е основан на 19 април/30 април 1743 г. Първоначално през 1735 г. градската крепост е построена на мястото на днешния град Орск, на река Ор. Оттук произлиза и името на Оренбург, което означава „градът на река Ор“.
Впоследствие през 1740 г. градът е преместен на ново място, надолу по река Урал. През 1743 г. е преместен за последен път на сегашното си място. През 1744 г. става център на Оренбургската губерния.
По време на Селското въстание в Русия от 5 октомври 1773 до 23 март 1774 г. е обсаден от армията на донския казак и предводител на въстанието Емелян Пугачов.
През 19 век неколицина военни командири на Оренбург се опитват да подобрят културния живот в града. Постепенно Оренбург губи гарнизонно-граничен характер и придобива градски облик. През 1838 г. е построена джамията в града, а към края на 19 век е изградена и православна църква в типичния руско-неовизантийски стил.
По времето на Октомврийската революция и след завземането на града от болшевиките са разрушени множество градски църкви. Оренбург добива важно значение по време на Втората световна война, тъй като в него са преместени голям брой военни заводи, далеч от военните действия.
В периода 1920 – 1925 г. Оренбург е столица на Киргизката АССР, а през декември 1934 г. става център на Оренбургска област.
От 1938 до 1957 г. градът носи името Чкалов, в чест на знаменития съветски летец Валерий Чкалов, който е учил в Саратовското училище за летци, впоследствие преместено в Оренбург. В същото Оренбургско училище за летци се е обучавал и космонавтът Юрий Гагарин.

## География
Градът е разположен при вливането на река Сакмара в река Урал. Намира се 1468 км от столицата Москва.

### Климат
Климатът на Оренбург е рязък умереноконтинентален. Средната годишна температура е 5,3 °C, а средната влажност на въздуха е 68%.
| Климатични данни за Оренбург          | Климатични данни за Оренбург | Климатични данни за Оренбург | Климатични данни за Оренбург | Климатични данни за Оренбург | Климатични данни за Оренбург | Климатични данни за Оренбург | Климатични данни за Оренбург | Климатични данни за Оренбург | Климатични данни за Оренбург | Климатични данни за Оренбург | Климатични данни за Оренбург | Климатични данни за Оренбург | Климатични данни за Оренбург |
| Месеци                                | яну.                         | фев.                         | март                         | апр.                         | май                          | юни                          | юли                          | авг.                         | сеп.                         | окт.                         | ное.                         | дек.                         | Годишно                      |
| Абсолютни максимални температури (°C) | 4,7                          | 5,8                          | 18,9                         | 31,3                         | 36,5                         | 39,8                         | 41,6                         | 40,9                         | 38,0                         | 27,0                         | 19,2                         | 8,1                          | 41,6                         |
| Средни максимални температури (°C)    | −8                           | −7,2                         | −0,8                         | 12,8                         | 22,1                         | 27,5                         | 29,0                         | 27,4                         | 20,9                         | 11,2                         | 0,3                          | −5,9                         | 10,8                         |
| Средни температури (°C)               | −11,8                        | −11,5                        | −5,2                         | 6,9                          | 15,2                         | 20,6                         | 22,3                         | 20,3                         | 14,0                         | 5,9                          | −3,2                         | −9,5                         | 5,3                          |
| Средни минимални температури (°C)     | −15,6                        | −15,7                        | −9,3                         | 1,7                          | 8,5                          | 13,8                         | 15,6                         | 13,6                         | 7,9                          | 1,6                          | −6,1                         | −13,1                        | 0,2                          |
| Абсолютни минимални температури (°C)  | −43,2                        | −40,1                        | −36,8                        | −26                          | −5,7                         | −0,7                         | 4,9                          | −0,9                         | −5,3                         | −19,8                        | −35,7                        | −39,2                        | −43,2                        |
| Средни месечни валежи (mm)            | 29                           | 22                           | 25                           | 28                           | 30                           | 36                           | 41                           | 29                           | 27                           | 34                           | 33                           | 31                           | 365                          |
| ------------------------------------- | ---------------------------- | ---------------------------- | ---------------------------- | ---------------------------- | ---------------------------- | ---------------------------- | ---------------------------- | ---------------------------- | ---------------------------- | ---------------------------- | ---------------------------- | ---------------------------- | ---------------------------- |
| Източник: Погода и Климат             |                              |                              |                              |                              |                              |                              |                              |                              |                              |                              |                              |                              |                              |

## Население
Населението на града през 2010 година е 548 331 души, от тях 532 646 са определени по народност:
- 444 470 (83,45 %) – руснаци
- 41 451 (7,78 %) – татари
- 10 796 (2,03 %) – казахи
- 10 502 (1,97 %) – украинци
- 5890 (1,10 %) – башкири
- 3378 (0,63 %) – арменци
- 2750 (0,52 %) – мордовци
- 13 409 (2,52 %) – други

| 1811    | 1840    | 1856    | 1863    | 1897    | 1914    | 1923    |
| ------- | ------- | ------- | ------- | ------- | ------- | ------- |
| 5400    | 14 600  | 13 700  | 27 600  | 72 000  | 100 100 | 105 900 |
| 1926    | 1931    | 1939    | 1956    | 1959    | 1962    | 1967    |
| 123 000 | 129 500 | 172 000 | 226 000 | 267 317 | 288 000 | 326 000 |
| 1970    | 1973    | 1976    | 1979    | 1982    | 1986    | 1989    |
| 344 266 | 386 000 | 425 000 | 458 747 | 494 000 | 524 000 | 546 501 |
| 1991    | 1993    | 1996    | 1999    | 2001    | 2003    | 2004    |
| 557 000 | 555 000 | 530 000 | 526 800 | 516 600 | 548 100 | 542 700 |
| 2005    | 2006    | 2008    | 2010    | 2012    | 2014    | 2016    |
| 538 600 | 533 900 | 526 430 | 548 331 | 554 723 | 560 046 | 562 569 |

## Икономика
В града работят множество големи предприятия. Водещи отрасли са добивът и преработката на природен газ, машиностроенето, металургията, химическата промишленост и хранително-вкусовата промишленост. Градът е важен железопътен възел и разполага с летище.